# Araneus carimagua
Araneus carimagua este o specie de păianjeni din genul Araneus, familia Araneidae, descrisă de Levi, 1991.
Este endemică în Columbia. Conform Catalogue of Life specia Araneus carimagua nu are subspecii cunoscute.